# Неперіодичне видання
Неперіодичне видання — видання, яке виходить одноразово, продовження якого не передбачене. Винятком може бути багатотомне зібрання творів, яке заздалегідь розраховано на певну кількість томів і розглядається як єдине видання, випуск якого розтягнутий у часі, або як комплекс непериодичних видань, бо кожен том багатотомного видання в статистиці друку вважається за окреме видання.